# Wereldkampioenschappen 10-pin-bowling 1999
De Wereldkampioenschappen 10-pin-bowling 1999 waren door de World Tenpin Bowling Association (WTBA) van de International Bowling Federation (IBF) georganiseerde kampioenschappen voor bowlers. De 14e editie van de wereldkampioenschappen vond plaats in Abu Dhabi. 

## Resultaten
|        | Masters                                                 | Masters                     | Singles                                         | Singles                                      | All-events        | All-events       |
| Plaats | Heren                                                   | Dames                       | Heren                                           | Dames                                        | Heren             | Dames            |
| ------ | ------------------------------------------------------- | --------------------------- | ----------------------------------------------- | -------------------------------------------- | ----------------- | ---------------- |
| Goud   | Ahmed Shaheen                                           | Ann-Maree Putney            | Gery Verbruggen                                 | Kelly Kulick                                 | Tore Torgersen    | Amanda Bradley   |
| Zilver | Gery Verbruggen                                         | Andrea Mirschel             | Achim Grabowski                                 | Andrea Mirschel                              | Roberto Silva     | Shalin Zulkifli  |
| Brons  | Ari Halme                                               | Kirsten Penny               | Nico Thienpondt                                 | Shalin Zulkifli                              | Tomas Leandersson | Andrea Mirschel  |
|        | Doubles                                                 | Doubles                     | Trios                                           | Trios                                        | 5/teams           | 5/teams          |
| Plaats | Heren                                                   | Dames                       | Heren                                           | Dames                                        | Heren             | Dames            |
| Goud   | Patrick Backe Martin Blixt                              | Joy Haymen Amanda Bradley   | Dino Castillo Bill Hoffman Tim Mack             | Park Jin-Hee Kim Sun-Wah Lee Ji-Yeon         | Zweden            | Zuid-Korea       |
| Zilver | Andres Gomes Jaime Monroy Kimmo Lehtonen Petri Mannonen | Shalin Zulkifli Sarah Yap   | Kim Asbjörn Haugen Petter Hansen Tore Torgersen | Mari Mimura Ayano Katai Hiroko Shimizu       | Verenigde Staten  | Colombia         |
| Brons  | Andres Gomes Jaime Monroy Kimmo Lehtonen Petri Mannonen | Sue Cassel Ann-Maree Putney | Ahmed Shaheen Bandar Al-Shafi Saeed Al-Hajri    | Tennelle Grijalva Diandra Hyman Kelly Kulick | Duitsland         | Verenigde Staten |